# Сант-Арканджело-Тримонте
Сант-Арканджело-Тримонте (итал. Sant'Arcangelo Trimonte) — коммуна в Италии, располагается в регионе Кампания, в провинции Беневенто.
Население составляет 638 человек (2008 г.), плотность населения составляет 71 чел./км². Занимает площадь 10 км². Почтовый индекс — 82020. Телефонный код — 0824.
Покровителем коммуны почитается святой Себастьян, празднование 20 января.

## Демография
Динамика населения:

## Администрация коммуны
- Официальный сайт: https://web.archive.org/web/20160304095638/http://santarcangelotrimonte.asmenet.it/